# Cantó de Jugon-les-Lacs
El cantó de Jugon-les-Lacs (bretó Kanton Lanyugon) és una divisió administrativa francesa situat al departament de Costes del Nord a la regió de Bretanya.

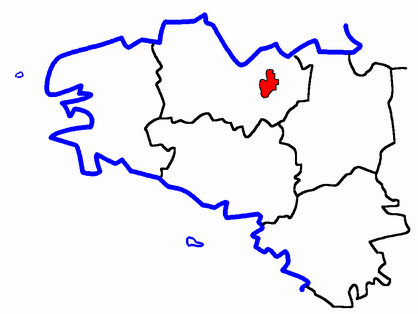
Situació del cantó

## Composició
El cantó aplega 6 comunes :
| Nom bretó    | Nom francès    | Nom gal·ló |
| Doloù        | Dolo           | Doloe      |
| Lanyugon     | Jugon-les-Lacs | Jugon      |
| Pledeliav    | Plédéliac      | Plédéliau  |
| Plened-Yugon | Plénée-Jugon   | Plénét     |
| Plestan      | Plestan        | ---        |
| Tremaen      | Tramain        | Tramaen    |

## Història
| Data d'elecció                           | Identitat       | Partit | Qualitat |
| ---------------------------------------- | --------------- | ------ | -------- |
| 2004-                                    | Claudy Lebreton | PS     |          |
| les dades anteriors no són pas conegudes |                 |        |          |
|                                          |                 |        |          |